# Lohmar
Lohmar település Németországban, azon belül Észak-Rajna-Vesztfália tartományban. Lakosainak száma 30 894 fő (2023. december 31.). Lohmar Overath, Neunkirchen-Seelscheid, Siegburg és Troisdorf községekkel határos.

## Népesség
A település népességének változása:
| Lakosok száma | 21 439 | 31 339 | 30 451 | 30 363 | 30 452 | 30 846 | 30 894 |
|               | 1975   | 2012   | 2017   | 2019   | 2021   | 2022   | 2023   |